# Tehnică populară
Tehnică populară este un termen care descrie mașinăriile și instalațiile, în general din lemn, destinate ușurării diverselor activități productive efectuate în gospodăria țărănească, dar și divertismentului.

## Vâltoarea

Tehnică populară - mașină de spălat tip "vâltoare", Ighiel, Alba

Vâltoarea este un mecanism simplu, instalat pe cursul unei ape repezi de munte, pentru spălat rufe și țoluri. Se folosește viteza naturală a apei, captate mai sus și dirijate printr-un jgheab de lemn spre o cuvă realizată tot din lemn. Cuva, de formă tronconică, cu baza mică în jos, este confecționată din scânduri de lemn tare, mai ales stejar, între care este lăsată o mică distanță, pentru ca apa sa poată ieși. Viteza apei, care intră tangențial în cuvă, formează un vârtej puternic, asemănător celui din mașina de spălat, care are puterea necesară pentru a învârti chiar și un covor, realizând astfel spălarea, prin frecarea de pereții de scândură și a țesăturilor între ele, fără adaos de săpun sau detergent. Apa scursă din cuvă revine în râu în aval de vâltoare.